# 에서링턴 상호성 정리
에서링턴의 거리 상호성 방정식은 표준 양초의 광도 거리와 각지름 거리 사이의 관계에 관한 식이다. 이 식은 {\displaystyle d_{L}=(1+z)^{2}d_{A}} 인데, 여기서 {\displaystyle z}는 적색편이, {\displaystyle d_{L}}는 광도 거리, {\displaystyle d_{A}}는 각지름 거리이다.

## 역사와 유도
1933년 이보 에서링턴이 이 방정식을 처음 소개했을 때, 그는 이 방정식이 우주론적 모델을 테스트하는 방법으로 톨먼에 의해 제안되었다고 언급했다. 조지 엘리스는 리만 기하학의 맥락에서 이 방정식의 증명을 제안했다. 엘리스로부터의 인용문: "상호성 정리의 핵심은 천체 관측에서 소스와 관찰자의 역할이 바뀔 때 많은 기하학적 속성이 불변한다는 사실입니다." 이 진술은 상호성 정리의 유도에서 기본이다.

## 천문 관측을 통한 검증
에서링턴의 거리 상호성 방정식은 은하단의 X선 표면 밝기와  수냐에프-젤도비치 효과를 기반으로 한 천문학적 관찰에 의하여 검증되었다. 상호성 정리는, 광자 수가 보존되고, 중력이 유일한 영측지선을 따라 이동하는 광자와 더불어 메트릭 이론으로 설명될 때, 참이 되는 것으로 생각된다. 우주 거리 측정을 변경하는 천체물리학적 효과가 통계적 오류보다 훨씬 낮다면, 모든 거리 이중성의 위반은 이질적인 물리학에 기인한다. 예를 들어, 은하단의 3차원 가스 밀도 프로파일의 잘못된 모델링은 X선 및 SZ 관측에서 클러스터의 각지름 거리를 결정하는 데 체계적인 불확실성을 도입하여 거리 이중성 테스트 결과를 변경할 수 있다. 마찬가지로 은하간 매질의 확산 먼지 성분으로 인한 설명할 수 없는 소멸은 광도 거리의 결정에 영향을 미쳐서 거리-이중 관계의 위반을 야기할 수 있다.

## 같이 보기
- 거리 측정 (우주론)